# Abigail Strate
Abigail Strate, née le 22 février 2001, est une skieuse canadienne, médaillée de bronze en saut à ski par équipe mixte aux Jeux olympiques d'hiver de 2022.

## Biographie
Abigail Strate naît à Calgary dans l'Alberta, au Canada, le 22 février 2001.
Sportive, elle se spécialise dans le saut à ski. Elle habite à Calgary.
Elle est qualifiée pour participer aux Jeux olympiques d'hiver de 2022, à Pékin. Ce sont ses premiers Jeux olympiques. Lors de l'épreuve féminine individuelle le 5 février, elle termine vingt-troisième à la finale, après avoir été vingt-sixième à l'issue de la première manche.
Le surlendemain 7 février, elle participe au saut à ski par équipe mixte et remporte la médaille de bronze avec ses coéquipiers Alexandria Loutitt, Matthew Soukup et Mackenzie Boyd-Clowes. C'est la première fois que le Canada remporte une médaille en saut à ski, et la première édition de l'épreuve olympique de saut à ski par équipe mixte.

## Palmarès

### Jeux olympiques
| Épreuve / Édition | Pékin 2022                          |
| Tremplin normal   | 23e                                 |
| Par équipes mixte | Médaille de bronze, Jeux olympiques |

### Coupe du monde
- Meilleur classement général : 23e en 2022.
- 5 podiums : 1 deuxième place et 4 troisièmes places.
- 1 podium en Super Team : 1 deuxième place.